# Zbrodnia pleszewska
Zbrodnia pleszewska, stodoła pleszewska – potoczna nazwa zbrodni, która miała miejsce 10 stycznia 1957 w Fabianowie, nieopodal Pleszewa. 

## Przeszłość kryminalna sprawców
Stanisław G. – syn Franciszka, bogatego rolnika z Popówka, na początku lat 50. poznał w wojsku Władysława K. z Dobrzycy. Już podczas służby wojskowej w latach 1953–1954 mieli oni planować dokonanie napadu rabunkowego.
W październiku 1956 roku Stanisław G. wraz z Edwardem B., który również pochodził z Popówka, napadli na sklep Gminnej Spółdzielni „Samopomoc Chłopska” w Jedlcu. Ukradli towary o wartości 10 tysięcy złotych oraz pieniądze z kasy. 4 grudnia tego samego roku w Gołuchowie mężczyźni zaatakowali funkcjonariusza Milicji Obywatelskiej, Stanisława Grzesiaka. Milicjantowi zadano cios kijem w tył głowy, a następnie pozostawiono go nieprzytomnego na polu. Sprawcy zabrali pistolet TT i dwa magazynki z nabojami. Broń wykorzystano później w trakcie napadu w Fabianowie.

## Okoliczności zbrodni
Władysław K. był pracownikiem Krotoszyńskich Zakładów Przemysłu Terenowego w Dobrzycy. Mężczyzna skontaktował się ze Stanisławem G., namawiając go do napadu na konwój przewożący pieniądze na wynagrodzenia dla pracowników zakładów. Z planem został zapoznany także Edward B. Pierwotnie skok zaplanowano na 10 października 1956 roku, jednak Stanisławowi zabrakło odwagi, ponadto zawieruszył on swój karabin. Kolejna próba napaści miała miejsce 10 grudnia 1956 roku, także z inicjatywy K., jednak i tym razem G. stchórzył. K. podżegał wspólników do jak najszybszego dokonania rabunku, argumentując to możliwą likwidacją zakładów w Dobrzycy, mężczyźni umówili się więc na następny miesiąc.
10 stycznia 1957 roku Stanisław G. wyjechał z Popówka rowerem około godziny 6.30, na miejscu zbrodni, w pobliżu ponad stuletniej stodoły, był około 8.30. Około 9.50 G. został zapytany przez nieznajomego rowerzystę o pompkę do roweru. Stanisław zastraszył go i kazał mu odejść. Później obawiał się jednak, że zostanie przez niego rozpoznany.
Około godziny 10.00 z Pleszewa nadjechała taksówka, w której przewożono pieniądze. Stanisław G. zatrzymał pojazd, następnie oddał strzały do kierującego nim Józefa O. oraz pasażerów, pracowników KZPT – Władysława J., Heleny G. oraz ciężarnej Genowefy D. Sprawcy zabrali kwotę 335 tysięcy złotych. 
G. ukrył gotówkę i pistolet w lesie. Mężczyzna przywłaszczył sobie 240 tysięcy złotych. Za tę kwotę dał ofiarę na zapowiedzi w kościele, wyprawił sobie wesele, zakupił motocykl oraz dom z ogrodem w Majkowie, dzisiejszej dzielnicy Kalisza, a także meble i inne wyposażenie mieszkania. Edward B. zyskał 90 tysięcy złotych, za które nabył materiały budowlane. Władysław K. miał otrzymać swoją część trzy dni po napadzie, jednak nigdy nie odebrał pieniędzy.

## Śledztwo
Leon K., kierowca PKS-u, powiadomił pleszewskich milicjantów o pojeździe z czterema martwymi osobami w środku, który znajduje się na drodze między Pleszewem a Dobrzycą. Mężczyzna zeznał, że tego dnia jechał z Dobrzycy samochodem ciężarowym, gdy między Fabianowem a Kowalewem zatrzymała go nieznana kobieta, informując o odkryciu samochodu z ciałami ofiar i prosząc o zgłoszenie sprawy na milicji. Z notatki służbowej, jaką sporządził st. sierż. Aleksander Piasecki, wynika, że Leon K. rozpoznał zamordowanego Józefa O. oraz znalazł łuskę od naboju leżącą przy aucie. Milicjanci uznali, że doszło do zbrodni na tle rabunkowym i wszczęli kilkumiesięczne śledztwo. Przesłuchano kilkudziesięciu świadków, część z nich przyznała, że słyszała strzały, ale nic więcej nie wie na temat sprawy. Stanisław G. był widziany przez 12-letniego Mariana oraz Kazimierę S., gospodynię domową z Kowalewa. Ważnym świadkiem w sprawie był także mężczyzna, który chciał od niego pożyczyć pompkę. 
W czerwcu 1957 roku zatrzymano 26-letniego Stanisława G., 25-letniego Edwarda B. oraz 23-letniego Władysława K., ze skradzionej kwoty milicjanci odzyskali 40 725 złotych. Stanisław zeznał, że był nietrzeźwy, w związku z czym niewiele pamięta, jednak przyznał się do morderstwa. Twierdził też, że winny zbrodni jest Władysław, który podżegał do tego wspólników. W toku śledztwa wyszło na jaw, że mężczyźni są odpowiedzialni za zbrodnię z 10 stycznia, napad na sklep z października oraz zaatakowanie funkcjonariusza w grudniu 1956 roku.

## Wyroki
Sprawa toczyła się przed Sądem Wojewódzkim w Kaliszu, głównym sędzią był Marian Poprawski. 
Prokurator domagał się dla Stanisława G. kary śmierci za napad na milicjanta, tej samej kary za zamordowanie czterech osób oraz 5 lat pozbawienia wolności za włamanie do sklepu. Mężczyznę skazano na śmierć. Wniesiono o rewizję nadzwyczajną do prezesa Sądu Najwyższego, jednak ten podtrzymał stanowisko sądu okręgowego. Wyrok został wykonany 4 października (lub 28 sierpnia) 1957 o godzinie 19.56 w kaliskim więzieniu.
Dla Edwarda B. prokurator żądał kary śmierci za współudział w napadzie na funkcjonariusza oraz kary dożywotniego więzienia za pomoc w morderstwie. Ostatecznie mężczyzna spędził w więzieniu 25 lat, następnie zamieszkał na Śląsku, czasami powracając w rodzinne strony.
Władysława K. prokurator chciał także skazać na śmierć za przekazanie wspólnikom informacji niezbędnych do przeprowadzenia skoku na konwój oraz za podżeganie ich do zbrodni. Mężczyzna został pozbawiony wolności na 15 lat, po odbyciu wyroku zmienił miejsce zamieszkania.

## Odniesienia w kulturze
- W 1957 roku w Gazecie Poznańskiej ukazało się opowiadanie „Kryptonim cztery”, będące fabularyzowaną wersją wydarzeń z 10 stycznia 1957[1].
- W 1961 roku miał premierę film Dotknięcie nocy w reżyserii Stanisława Barei. Zbrodnia pleszewska była inspiracją dla twórców filmu[1].